# Digital Ash in a Digital Urn
A Digital Ash in a Digital Urn a Bright Eyes hetedik stúdióalbuma, amelyet az előző, hatodik lemezzel (I’m Wide Awake, It’s Morning) egy napon, 2005. január 25-én adott ki a Saddle Creek Records.
Az Egyesült Államok slágerlistáján a 15., az Egyesült Királyságén pedig a 43. helyen zárt; előbbi országban 268 ezer példányt adtak el belőle. 2007-ben megkapta az Independent Music Companies Association arany minősítését, amit azon alkotások nyerhetnek el, amelyekből Európában legalább 100 000 darabot értékesítenek. A Digital Ash in a Digital Urn az előző nagylemezhez képest több elektronikus elemet tartalmaz.
A Lua és Take It Easy (Love Nothing) alkotások a Billboard Hot 100 kislemezes listájának első két helyét érték el.
Az album a Saddle Creek Records 73. kiadványa.

## Turné
Nagyobb sikereket akkor értek el először, amikor a Lua és First Day of My Life számaik a Billboard Singles Sales listáján 2004-ben az első két helyre kerültek. 2005-ben két részre osztott turnéra indultak: először népzenei hatású I’m Wide Awake, It’s Morning, majd az inkább elektropop-elemeket tartalmazó Digital Ash in a Digital Urn dalaiból válogattak. A Billboard listáin mindkét lemez a legjobb húsz között volt: előbbi a Billboard 200 rangsorában a tizedik, a független albumok listáján pedig a második lett. Az albumokat kísérő turnét megörökítették a szintén 2005-ben kiadott Motion Sickness: Live Recordings koncertlemezen.
A Digital Ash in a Digital Urn lemez Conor Oberst kísérleti alkotása, melynek elkészültében a Yeah Yeah Yeah tagja, Nick Zinner, illetve a Postal Service tagja, Jimmy Tamborello is segédkezett.

## Számlista
Az összes dal szerzője a Bright Eyes. 
| 1.    | Time Code                   | 4:28 |
| 2.    | Gold Mine Gutted            | 3:56 |
| 3.    | Arc of Time (Time Code)     | 3:54 |
| 4.    | Down in a Rabbit Hole       | 4:33 |
| 5.    | Take It Easy (Love Nothing) | 3:20 |
| 6.    | Hit the Switch              | 4:47 |
| 7.    | I Believe in Simmetry       | 5:24 |
| 8.    | Devil in the Deatils        | 4:06 |
| 9.    | Ship in a Bottle            | 3:27 |
| 10.   | Light Pollution             | 3:16 |
| 11.   | Theme from Pinata           | 3:18 |
| 12.   | Easy/Lucky/Free             | 5:31 |
| 50:05 |                             |      |

## Közreműködők
- Conor Oberst – ének, gitár, basszusgitár, zongora, wurlitzer, billentyűk, bariton, hangminta
- Mike Mogis – gitár, wurlitzer, billentyűk, üstdob, csengő, teremin, bariton
- Nate Walcott – trombita, húrok
- Andy LeMaster – ének, gitár, basszusgitár, billentyűk, hangtechnikus
- Clark Baechle – dob
- Clay Leverett – szöveg, dob
- Donna Carnes, Kim Salistean – hegedű
- Digital Audio Engine – hangtechnikus
- Jiha Lee – fuvola
- Jimmy Tamborello – hangszerelés
- Karen Becker – cselló
- Jason Boesel – dob, ütőhangszerek
- Maria Taylor – ének
- Nick White – billentyűk
- Nick Zinner – gitár, billentyűk
- Sabrina Duim – hárfa
- Stella Mogis – szöveg
- Thomas Kludge – brácsa

## Fordítás
Ez a szócikk részben vagy egészben  a   Digital Ash in a Digital Urn című angol Wikipédia-szócikk ezen változatának fordításán alapul.  Az eredeti cikk szerkesztőit annak laptörténete sorolja fel. Ez a jelzés csupán a megfogalmazás eredetét és a szerzői jogokat jelzi, nem szolgál a cikkben szereplő információk forrásmegjelöléseként.